# بزمجه اسپنسر
 بزمجه اسپنسر(نام علمی: Varanus spenceri) نام یک گونه از سرده بزمجه است.